# 滋賀県歯科医師会
一般社団法人滋賀県歯科医師会（しがけんしかいしかい、英称 Shiga Dental Association）は、滋賀県の歯科医師を会員とする法人。

## 本部所在地
- 〒520-0044 滋賀県大津市京町4-3-28

## 支部
- 大津歯科医師会 〒520-0044 大津市京町4-3-2 滋賀県厚生会館内
- 湖北歯科医師会 〒526-0831 長浜市宮司町1180
- 湖南支部・甲賀支部・湖東支部・彦根支部・高島支部